# Clo Marra
Pour les articles homonymes, voir Marra.
Clothilde Marra dite Clo Marra (état civil inconnu) est une chanteuse et une actrice française de théâtre et de cinéma muet des années 1900 et 1910.

## Biographie
En dehors des articles de presse où son nom apparaît à l'occasion des premières de ses spectacles et des sorties de films dans lesquels elle a tourné, on ne sait pratiquement rien de Clo Marra, active au théâtre et au cinéma de 1908 à 1919.
Au cinéma, Clo Marra tourna pendant dix ans dans plus d'une trentaine de films presque exclusivement sous la direction de Georges Monca, et pour l'essentiel dans la série Rigadin au côté de Charles Prince qui y interprétait le rôle-titre.
Sa carrière au théâtre fut beaucoup plus brève, s'étendant de 1912 à la veille de la guerre de 1914-1918, et se réduisant à une demi-douzaine de rôles de commères dans des revues de différents music-halls et cabarets parisiens. 
Son dernier film, Rigadin dans les Alpes, sort en mai 1919. On perd définitivement sa trace en mai 1922, après qu'elle a assisté à une revue aux Ambassadeurs. Née vraisemblablement vers 1880, elle devait avoir une quarantaine d'années à l'époque.

## Filmographie partielle
- 1908 : La Journée d'un billet de banque de cent francs de Georges Monca
- 1909 : Le Roman d'une bottine et d'un escarpin de Georges Monca
- 1909 : Rigadin et la Jolie Manucure de Georges Monca : la manucure
- 1909 : La Dot d'Herminie de Georges Monca
- 1910 : Le Legs ridicule de Georges Monca
- 1910 : Mannequin par amour de Georges Monca
- 1912 : Rigadin n'a jamais aimé le cinéma de et avec Georges Monca
- 1913 : Rigadin au téléphone de Georges Monca
- 1914 : Le Voyage de Corbillon de Georges Monca : Irma
- 1914 : Madame Rigadin, modiste de Georges Monca : l'amie[5]
- 1914 : La Petite chapelière de Georges Monca : Madame Chartrain
- 1914 : Les Trente Millions de Gladiator de Charles Prince, d'après le vaudeville d'Eugène Labiche : Suzanne de La Bondrée
- 1915 : Rigadin a la goutte de Georges Monca : la fiancée
- 1915 : Rigadin n'est pas un espion de Georges Monca : Madame Schwankeim
- 1915 : Comment Rigadin se fait aimer de Georges Monca : Clotilde de Belmont
- 1915 : Rigadin et Miss Margaret (Rigadin et Miss Marguett) de Georges Monca
- 1915 : Comment Rigadin se fait aimer de Georges Monca
- 1915 : Rigadin et la Jolie Manucure de Georges Monca
- 1915 : Rigadin n'est pas un espion de Georges Monca
- 1915 : Rigadin bandit de Georges Monca : la fille du chef des bandits
- 1915 : Un mariage à la baïonnette de Georges Monca : Mademoiselle Dupont
- 1916 : Rigadin aime la musique de Georges Monca : la violoncelliste
- 1916 : La Voisine de Rigadin de Georges Monca : Madame Rigadin
- 1916 : La Servante de Rigadin de Georges Monca
- 1916 : Rigadin et les Deux dactylos de Georges Monca : une des deux dactylos
- 1916 : Le Sourire de Rigadin de et avec Georges Monca
- 1916 : Le Coup de minuit de et avec Maurice Poggi : Madame des Tourelles[6]
- 1917 : Le Toutou de la danseuse de Georges Monca[7]
- 1917 : Chez la modiste / Rigadin chez la modiste de Georges Monca : Madame Cassoulet
- 1917 : Deux maris, deux femmes et un commissaire (réalisateur anonyme : Georges Monca ?) : Madame Lebateux
- 1917 : Les Deux Jaloux de Georges Monca
- 1917 : La Marmite norvégienne de Georges Monca : Pomponette[8]
- 1918 : Un pneumatique urgent / Un pneu urgent, court-métrage (340 m) de Georges Monca
- 1918 : La Vengeance de Rigadin de Georges Monca
- 1918 : Numéro 30, série 10 de Georges Monca : la marraine[9]
- 1918 : La Femme de Rigadin de Georges Monca[10]
- 1919 : Rigadin dans les Alpes de Georges Monca[11]

## Carrière au théâtre
- 1912 : A vos souhaits !, revue en 2 actes et 3 tableaux de Robert Dieudonné, musique d'Édouard Mathé, à la Boîte à Fursy (12 octobre) : la normande / la commère[12]
- 1912 : La Revue de la Boîte, revue en 2 actes et 3 tableaux de Robert Dieudonné, musique d'Édouard Mathé, à la Boîte à Fursy (1er décembre)[13]
- 1913 : C'est fou !, revue en 2 actes et 5 tableaux de Robert Dieudonné et un tableau en vers d'Anna de Noailles, à la Comédie-Royale (29 mars) : la commère[14]
- 1913 : Non !... pas les mains !, revue en 2 actes de P.-L. Flers et Eugène Héros, musique de Marius Baggers, au théâtre des Ambassadeurs (31 mai) : la commère[15]
- 1913 : Fais voir... dis, revue en 46 tableaux d'André Dahl et Fernand Rivers, musique de Raphaël Beretta, au théâtre du Moulin-Rouge (24 décembre)[16]
- 1914 : T'entends... tangue !, revue de Saint-Granier, Léonce Paco et Gaston Secrétan, au cabaret de la Pie qui chante (30 mars) : la commère[17]